# Hans-Jürgen Schmahl
Hans-Jürgen Schmahl (* 2. Dezember 1929 in Bargteheide; † 20. Oktober 2012 in Hamburg) war ein deutscher Wirtschaftswissenschaftler.

## Leben
Hans-Jürgen Schmahl wurde 1929 als Sohn eines Verwaltungsrates in Bargteheide bei Hamburg geboren. Nach dem Absolvieren des Abiturs im Jahre 1949 studierte er Volkswirtschaftslehre an der Universität Hamburg und schloss dort 1954 mit dem Diplomvolkswirt ab. 1956 promovierte er ebendort zum Dr. rer. pol. Zwei Jahre später wurde er Mitarbeiter am HWWA-Institut für Wirtschaftsforschung. Hier stieg er zunächst zum Leiter der Abteilung Konjunktur (1962), später zum Hauptabteilungsleiter für Allgemeine Wirtschafts- und Konjunkturpolitik (1967) und zum Stellvertreter des Institutsleiters (1970) auf. 1987 wurde er Vizepräsident des Instituts und blieb es bis 1994. Von 1966 bis 1973 hatte Schmahl einen Lehrauftrag für Volkswirtschaftslehre an der Universität Hamburg, 1973 wurde ihm der Professorentitel verliehen. Darüber hinaus arbeitete er von 1968 bis 1976 an den  Jahresgutachten des Sachverständigenrat zur Begutachtung der gesamtwirtschaftlichen Entwicklung mit.
Er war seit 1956 verheiratet und hatte zwei Töchter und einen Sohn. Privat las er gern Literatur zur Zeitgeschichte und war Mitglied im Verein für Socialpolitik.
Schmahl war Mitunterzeichner des eurokritischen Manifests Die währungspolitischen Beschlüsse von Maastricht: Eine Gefahr für Europa (1992).

## Forschungsschwerpunkte
Hans-Jürgen Schmahl widmete sich insbesondere der
- Reformbedürftigkeit der internationalen Währungsordnung
- der „Stagflation“
- dem Zusammenhang von Prozesspolitik und Wirtschaftsordnung
- dem Problem der Investitionslenkung in Marktwirtschaften
- und den Wachstumsbedingungen in der Bundesrepublik.

## Schriften
- Volkswirtschaftliche Probleme der Bankaufsicht.  1956 (Dissertation)
- Globalsteuerung der Wirtschaft: Die neue Konjunkturpolitik in der Bundesrepublik Deutschland.  Verlag Weltarchiv, Hamburg 1970
- Beschleunigter Geldwertschwund.  Verlag Weltarchiv, Hamburg 1973
- Kurz- und mittelfristige Wirtschaftsperspektiven in der Bundesrepublik Deutschland. Textilverband Nord-West, Münster 1979